# محمد أمين الإمامي الخوئي
محمد أمين بن يحيى بن أسد الله الخوئي الملقب بـصدر الإسلام (1886 - يونيو 1948) فقيه جعفري وكاتب إيراني. ولد في النجف بعائلة عربية أذربايجانية من بنو أسد ونشأ بها حتى الرابعة من عمره، ثم انتقل مع عائلته إلى مدينة خوي، مسقط رأس أسلافه. ثم عاد إلى النجف سنة 1908 ودرس فيها على أساتذتها حتى 1919. وبعده رجع إلى طهران واشتغل بالتأليف. اهتم بالتاريخ وكان له رغبة خاص في كتابة التراجم لكبار شخصيات المسلمين والوقائع التاريخية، ودوّن عدة مؤلفات في هذا الخصوص بالفارسية والعربية، أشهرها «مرآة الشرق» التي أختصها بعلماء الشيعة الإمامية في القرنين الثالث عشر والرابع عشر الهجري وكرس جزءًا منه لسيرته الذاتية. توفي عن 62 عامًا.

## سيرته
هو محمد أمين بن ميرزا يحيى بن أسد الله بن حسين بن حسن بن علي نقي بن عبد النبي بن شرف الدين محمد بن أجاق قلي الطسوجي، الإمامي شهرةً، المظاهري الأسدي الرياحي نسبًا، النجفي مولدًا، الخوئي أصلًا ومنشأً ثم الرازي الطهراني هجرةً ومحتدًا. ينهتي نسبه إلى حبيب بن المظاهر الأسدي، وينتهي نسبه من طرف أمّه إلى حر الرياحي. هاجر بعض أجداده من طسوج إلى خوي واحتدى بها وبقى فيها أعقابه. 

ولد سنة 1303 ق - 1886 م في النجف عندما كان والده مشتغلًا فيها بتحصيل العلم، وأمه هي بنت الآقا حسين خان دنبلي. نشأ في النجف أولًا ثم عاد عائلته إلى خوي وهو ابن أربعة أعوام، ولما بلغ سن الرشد، بدأ بتحصيل مبادئ العلوم كالمنطق، والمعاني، والبيان، والفقه وأصوله على عدة علماء، منهم والده وخاله إبراهيم الدنبلي الخوئي. 

رجع إلى النجف سنة 1326 ق - 1908 م ومكث هناك عشرة أعوام، ودرس على عدة أساتذة، منهم: محمد كاظم الطباطبائي اليزدي، وعبد الله المازندراني، وحسن الصدر، أحمد الشيرازي، وعلي محمد النجف آبادي، ومحمد كاظم الخراساني، وفتح الله الإصفهاني. وصدرت له الأجازه من فتح الله الإصفهاني مصرحًا فيها ببلوغة مرتبة الاجتهاد، واستجازه حسن الصدر في الرواية في شعبان 1336 ق - مايو 1918. 

وفي عام 1337 ق- 1919 م عاد إلى إيران واستقر بطهران، وأشتغل بالشؤون الدينية وعكف على التأليف، والتدريس، والتحقيق، وكتب أكثر من خمسين أثرًا، ثم نقل أغلب المخطوطات الأصلية من مؤلفاته إلى مكتبة المرعشية بمدينة قم. اهتم بالأدب و نظم قصيدتين بالفارسية والعربية، وله منظومة في الفقه، وقصيدة فارسية رائية في تهنية ميلاد محمد المهدي، ولكنه ليس له ديوان شعر. كان له حب وافر لجمع الكتب، وقد جمع مكتبة كبيرة، ونسخ عددًا من الكتب النادرة بيدة، وقرأ بعضعها على الآخرين أثناء النسخ. 

توفي في شعبان 1367- يونيو 1948. وبعد وفاته، رأى عباس زرياب الخوئي أن يوقف ورثته كتب مورثهم إلى مكتبة المرعشي بمدينة قم، وذلك في عام 1993. 

## آثار
له كتب كثيرة، أغلبهم مخطوطات.
- «إشارات الكليل في كشف رموز منظومة فسوة الفصيل»: شرح على ألفية نيّر التبريزي المعروفة بفسوة الفصيل
- «تاريخ الثورة النجف»، بالفارسية أو «مذكرات شاهد عيان عن ثورة النجف 1336 هـ» بالعربية
- «تاريخ دانشمندان گمنام»، بالفارسية، يتضمن ترجمة لأحوال 34 من علماء المسلمين
- «التاريخ المستور أو تاريخ العهد الپهلوي أو كتاب گمنام»
- «تاريخ معاصر إيران»
- «التراجم»، ترجمة لعدد من علماء القرن الرابع عشر الهجري
- «تراجم الأعيان»، رسالة في ترجمة شخصيات خوي من القرن الأول حتى عصره
- «ترجمة الآداب السلطانية لابن طقطقية»، من العربية إلى الفارسية
- «تصحيح على كتاب قوانين الأصول للميزرا القمي»
- «حاشية المكاسب للأنصاري»
- «حاشية فرائد الأصول للأنصاري»
- «حجة المسترشدين وسند الموحدين، تعليقه على الباب الحادي عشر للحلي»
- «رسالة‌ في بيان أقدم نسخ القرآن الكريم في العصر الحاضر»
- «رسالة في بيان أنساب السادت، المعروفة مزاراتهم في أرجاء المعمورة»
- «رسالة في بيان تاريخ التفسير وطبقات المفسرين وأول تفسير كتبه الصحابة من ثم التابعين»
- «رسالة في بيان ترجمة القرآن الكريم باللغات الأخرى »
- «رسالة في بيان التفسير بالرأي»
- «رسالة في بيان مسائل الشك »
- «رسالة في تواتر القرآن الكريم»
- «رسالة في فواتح السور»
- «رسالة في القاعدة الفلسفية:الواحد لا يصدر عنه إلا الواحد»»
- «رسالة في القرّاء العشرة وقراءاتهم»
- «رسالة في مسألة تحريف القرآن ورد ذلك»
- «رسالة في وجوب مسح القدمين»
- «رسالة في قاعدة التجاوز والفراغ»
- «رسالة في أصول الفقه»
- «رسالة في علم النفس أو بقاء النفس»
- «شرح الفوائد الصمدية للبهائي»
- «شرح تجريد الاعتقاد للطوسي»
- «صلاة المسافر»
- «عدم جواز الصلاة»
- «غرائب العهد» أو «مشاهدات شنيدني» بالفارسية
- «فرحة المهموم فيما انتخبناه من الأحراز والختوم»
- «الفرق بين الحق والحكم»
- «فهرس روضات الجنات»
- «فهرس المكتبة»، فهرس وضعه لمكتبته الشخصية
- «قاعدة تعريب الكلمات الفارسية»
- «قاموس العرفان في تاريخ المصاحف وتعريف القرآن»
- «كراس للتدقيق السجلي والأملاك»
- «كشف الالتباس عن حكم المشكوك من اللباس»
- «لؤلؤة الزمان في أحوال من أدركناه من الفضلاء والأدباء والمشايخ الأركان»
- «مرآة الشرق في تراجم عمدة ذوي الأثار من رجال الشيعة الكرام»
- «مسألة حلق اللحية»
- «مستدرك كتاب دانشمندان آذربيجان»
- «مفتاح السعادة ومنهاج السيادة»
- «مقالة في إثبات التوحيد بالأدلة الكلامية العقلية»
- «مكلمة تكلمة التصبرة للخراساني»
- «منظومة في الفقه»، غير كامله